# Långtjärnen (Älvsby socken, Norrbotten, 730851-173303)
Långtjärnen är en sjö i Älvsbyns kommun i Norrbotten och ingår i Piteälvens huvudavrinningsområde. Sjön har en area på 0,0798 kvadratkilometer och ligger 107,2 meter över havet.

## Delavrinningsområde
Långtjärnen ingår i det delavrinningsområde (730650-173568) som SMHI kallar för Mynnar i Piteälvens vattendragsyta. Medelhöjden är 104 meter över havet och ytan är 19,49 kvadratkilometer. Räknas de 19 avrinningsområdena uppströms in blir den ackumulerade arean 235,64 kvadratkilometer. Stockforsälven som avvattnar avrinningsområdet har biflödesordning 2, vilket innebär att vattnet flödar genom totalt 2 vattendrag innan det når havet efter 54 kilometer. Avrinningsområdet består mestadels av skog (71 procent). Avrinningsområdet har 0,21 kvadratkilometer vattenytor vilket ger det en sjöprocent på 1,1 procent.